# Grand Prix Włoch 1996

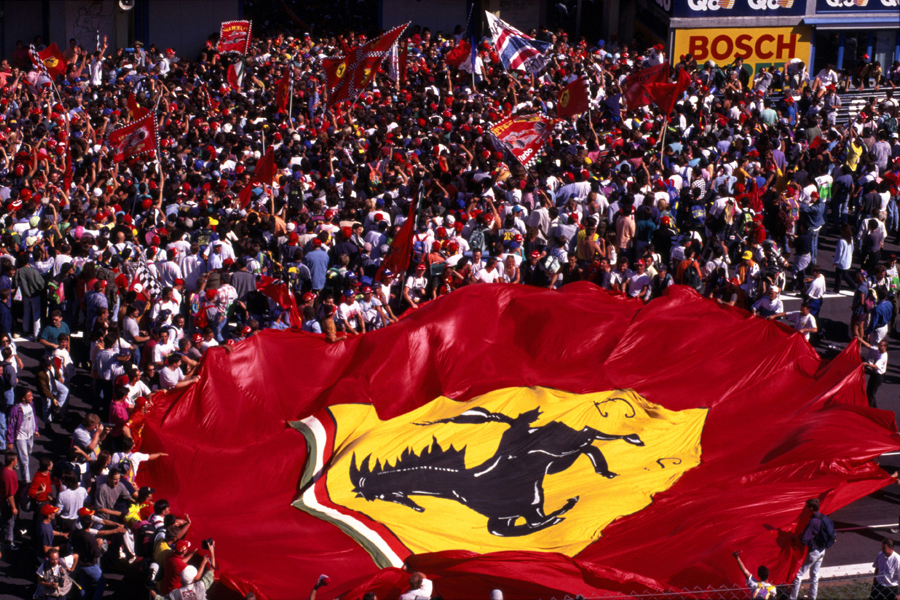
Widzowie podczas Grand Prix Włoch 1996

Wyniki Grand Prix Włoch na Monza 8 września 1996.

## Wyniki

### Kwalifikacje
| P  | Nr | Kierowca              | Konstruktor(-silnik) | Opony | Czas     | Odstęp   | Strata   |
| -- | -- | --------------------- | -------------------- | ----- | -------- | -------- | -------- |
| 1  | 5  | Damon Hill            | Williams-Renault     | G     | 1:24.204 | -        | -        |
| 2  | 6  | Jacques Villeneuve    | Williams-Renault     | G     | 1:24.521 | 0:00.317 | 0:00.317 |
| 3  | 1  | Michael Schumacher    | Ferrari              | G     | 1:24.781 | 0:00.260 | 0:00.577 |
| 4  | 7  | Mika Häkkinen         | McLaren-Mercedes     | G     | 1:24.939 | 0:00.158 | 0:00.735 |
| 5  | 8  | David Coulthard       | McLaren-Mercedes     | G     | 1:24.976 | 0:00.037 | 0:00.772 |
| 6  | 3  | Jean Alesi            | Benetton-Renault     | G     | 1:25.201 | 0:00.225 | 0:00.997 |
| 7  | 2  | Eddie Irvine          | Ferrari              | G     | 1:25.226 | 0:00.025 | 0:01.022 |
| 8  | 4  | Gerhard Berger        | Benetton-Renault     | G     | 1:25.470 | 0:00.244 | 0:01.266 |
| 9  | 12 | Martin Brundle        | Jordan-Peugeot       | G     | 1:26.037 | 0:00.567 | 0:01.833 |
| 10 | 11 | Rubens Barrichello    | Jordan-Peugeot       | G     | 1:26.194 | 0:00.157 | 0:01.990 |
| 11 | 9  | Olivier Panis         | Ligier-Mugen-Honda   | G     | 1:26.206 | 0:00.012 | 0:02.002 |
| 12 | 14 | Johnny Herbert        | Sauber-Ford          | G     | 1:26.345 | 0:00.139 | 0:02.141 |
| 13 | 15 | Heinz-Harald Frentzen | Sauber-Ford          | G     | 1:26.505 | 0:00.160 | 0:02.301 |
| 14 | 10 | Pedro Diniz           | Ligier-Mugen-Honda   | G     | 1:26.726 | 0:00.221 | 0:02.522 |
| 15 | 17 | Jos Verstappen        | Footwork-Hart        | G     | 1:27.270 | 0:00.544 | 0:03.066 |
| 16 | 18 | Ukyō Katayama         | Tyrrell-Yamaha       | G     | 1:28.234 | 0:00.964 | 0:04.030 |
| 17 | 19 | Mika Salo             | Tyrrell-Yamaha       | G     | 1:28.472 | 0:00.238 | 0:04.268 |
| 18 | 20 | Pedro Lamy            | Minardi-Ford         | G     | 1:28.933 | 0:00.461 | 0:04.729 |
| 19 | 16 | Ricardo Rosset        | Footwork-Hart        | G     | 1:29.181 | 0:00.248 | 0:04.977 |
| 20 | 21 | Giovanni Lavaggi      | Minardi-Ford         | G     | 1:29.833 | 0:00.652 | 0:05.629 |
| P  | Nr | Kierowca              | Konstruktor(-silnik) | Opony | Czas     | Odstęp   | Strata   |

### Wyścig
| P                 | + / – | Nr | Kierowca              | Konstruktor        | Opony | Okr. | Czas / Strata | Komentarz  |
| ----------------- | ----- | -- | --------------------- | ------------------ | ----- | ---- | ------------- | ---------- |
| 1                 | 2     | 1  | Michael Schumacher    | Ferrari            | G     | 53   | 1h17:43.632   |            |
| 2                 | 4     | 3  | Jean Alesi            | Benetton-Renault   | G     | 53   | +0:18.265     |            |
| 3                 | 1     | 7  | Mika Häkkinen         | McLaren-Mercedes   | G     | 53   | +1:06.635     |            |
| 4                 | 5     | 12 | Martin Brundle        | Jordan-Peugeot     | G     | 53   | +1:25.217     |            |
| 5                 | 5     | 11 | Rubens Barrichello    | Jordan-Peugeot     | G     | 53   | +1:25.475     |            |
| 6                 | 8     | 10 | Pedro Diniz           | Ligier-Mugen-Honda | G     | 52   | +1 okr.       |            |
| 7                 | 5     | 6  | Jacques Villeneuve    | Williams-Renault   | G     | 52   | +1 okr.       |            |
| 8                 | 7     | 17 | Jos Verstappen        | Footwork-Hart      | G     | 52   | +1 okr.       |            |
| 9                 | 3     | 14 | Johnny Herbert        | Sauber-Ford        | G     | 51   | +2 okr.       | silnik     |
| 10                | 6     | 18 | Ukyō Katayama         | Tyrrell-Yamaha     | G     | 51   | +2 okr.       |            |
| Niesklasyfikowani |       |    |                       |                    |       |      |               |            |
|                   |       | 16 | Ricardo Rosset        | Footwork-Hart      | G     | 36   |               | wypadek    |
|                   |       | 2  | Eddie Irvine          | Ferrari            | G     | 23   |               | wypadek    |
|                   |       | 20 | Pedro Lamy            | Minardi-Ford       | G     | 12   |               | silnik     |
|                   |       | 19 | Mika Salo             | Tyrrell-Yamaha     | G     | 9    |               | silnik     |
|                   |       | 15 | Heinz-Harald Frentzen | Sauber-Ford        | G     | 7    |               | wypadek    |
|                   |       | 5  | Damon Hill            | Williams-Renault   | G     | 5    |               | wypadek    |
|                   |       | 21 | Giovanni Lavaggi      | Minardi-Ford       | G     | 5    |               | silnik     |
|                   |       | 4  | Gerhard Berger        | Benetton-Renault   | G     | 4    |               | hydraulika |
|                   |       | 9  | Olivier Panis         | Ligier-Mugen-Honda | G     | 2    |               | wypadek    |
|                   |       | 8  | David Coulthard       | McLaren-Mercedes   | G     | 1    |               | wypadek    |
| P                 | + / – | Nr | Kierowca              | Konstruktor        | Opony | Okr. | Czas / Strata | Komentarz  |

### Najszybsze okrążenie
| Nr | Kierowca           | Konstruktor | Opony | Czas     | Okr. |
| -- | ------------------ | ----------- | ----- | -------- | ---- |
| 1  | Michael Schumacher | Ferrari     | G     | 1:26.110 | 50   |